# ビストロ・きゅーぴっと
『ビストロ・きゅーぴっと』は、香港の火狗工房が製作したお料理恋愛シミュレーションゲームである『愛神餐館』を日本向けにアレンジした物。現在までに2作品が発売されている。

## ビストロ・きゅーぴっと
シナモン王国の料理学校である聖シモン学院2年生の主人公は、レストラン経営を成功させる事を卒業課題に出される。

### 登場人物
ラトー・コリアンダー
プレーヤーとなる主人公。イタリアンレストラン「ビストロ・きゅーぴっと」を開店させ、学院の先輩、同級生、後輩に協力を依頼する。
ラベンダ・スウィート
声：堀江由衣
ラトーの同級生。明るく優しい、誰からも愛される正統派美少女。フレンチレストラン「ラ・スウィート」の娘で料理の知識や技術は豊富。血液型A型、7月8日生。得意分野はフランス料理。
サン・フラワー
声：川上とも子
ラトーの後輩。活発で礼儀正しく、はきはきした口調喋る。幼少期から貧乏だったため金稼ぎに熱中、世の中金が一番だと思っている。又、世界ローラブレード・ウェートレス選手権優勝を目指しているがなかなか結果が出ない。血液型O型、8月13日生。得意分野はファーストフード。
セージィ・パイナップル
声：川澄綾子
聖シモン学院OGのインド料理店経営者、学院始まって以来の優秀な成績を残した。神秘的な力を持つ。血液型B型、9月1日生。得意分野はインド料理。
メロウ・ブルーフラワー
声：菅谷恵
ラトーの同級生、喫茶店を経営する姉妹の次女で両親の死後より店を手伝っている。明るくフレンドリーな性格。店のコーディネートはメロウが実施した。血液型O型、10月10日生。得意分野は英国料理。
スノー・ブルーフラワー
声：田中理恵
メロウの姉。聖シモン学院OGで、現在は喫茶店「ブルーフラワー」経営者。淑やかで儚げだが、病弱なので病院通いを続けている。血液型AB型、11月15日生。得意分野はドイツ料理。
ラム・テイル
声：水谷優子
ラトーの同級生、猫の血を引く人猫族である。陽気で人懐っこいが実は猫の血を引く事をコンプレックスに思っている。魚釣りが特技。血液型O型、12月25日生。得意分野はギリシャ料理。
サフラン・ターメリック
声：小林由美子
ラトーの同級生、天下一の料理格闘家になることを夢見ている熱血少女。そのパワフルさはライオンのいるサーカスに乱入するほど。血液型B型、4月20日生。得意分野は東南アジア料理。
ミント・ハイビスカス
声：野川さくら
ラトーの同級生、ケーキ屋に憧れ屋台で修行中。無邪気で天真爛漫。ラトーの事を兄のように見て「お兄ちゃん」と呼ぶ。血液型A型、5月19日生。得意分野はデザート系。
ローズ・シナモン
声：氷上恭子
ラトーの後輩、いわゆる「お嬢様キャラ」だが非常に高飛車で無駄遣いが激しい。しかし、正体はシナモン王国の姫なのである。血液型AB型、3月10日生。得意分野は和食。
2の時点では王位を継承し女王となっており、国民からは有事の際に頼りになるバトル系女王様と認知されている。
アップル・ベリー
声：千葉千恵巳
ラトーの同級生、超が付く程の自己中心的並びにマイペース。肉まんが大好物で究極の肉まん作ろうと頑張っている。血液型O型、5月28日生。得意分野は中国料理。
クレス・ウォーター
声：堀池円
ラトーの後輩、さばさばした姉御肌。探検が大好きで世界を旅する料理人になる事が夢。だが超方向音痴のため普通の広場でも迷子になってしまう。血液型O型、2月4日生。得意分野は米国料理。
メリッサ・レモンバルム
声：茂呂田かおる
料理魔法研究家、滅多に人前にあらわさない魔女で将来の夢は世界征服。危険な場所でいつも料理魔法を研究している。血液型A型、12月7日生。得意分野は魔法料理。

### 主題歌
オープニングテーマ「天使のレシピ」
作詞 - 本間志乃／作曲 - 平田健一／歌 - 野川さくら
エンディングテーマ「時の翼」
歌 - 野川さくら

### 関連商品
- ビストロ・きゅーぴっと オリジナルサウンドトラック わくわく音楽祭（2002年5月22日）

## ビストロ・きゅーぴっと2
『ビストロ・きゅーぴっと』の第2作で前作の正当な続編。何人か前作キャラも登場している。2003年8月28日にPlayStation 2用とXbox用が発売された。

### ストーリー（2）
シナモン王国王都の料理学校の聖シモン学園に通うディル・ベルガモットは突如、講師であるラトー・コリアンダーがベイリーフ分校へ赴任すると同時に特別編入生としてベイリーフへ行くことになった。そのベイリーフは8年前家出したディルの故郷なのであった。

### 登場人物（2）
ディル・ベルガモット
本作の主人公。年齢は16歳の聖シモン料理学院ベイリーフ校2年生。両親は幼い頃行方不明になり、従兄妹のチェリーの家で暮らしていたが8年前ベイリーフに来たサーカス団にもぐりこみ家出した。今回の事件で戻ってくることに。
セルリー・ペリウィンクル
声：水樹奈々
16歳の学院2年生。成績良し、器量良し、性格良し、と三拍子そろった学院のアイドル的存在なためアタックする男子生徒も後を絶たないが、まだ誰ともつきあっていない。ただし話にくいタイプではなく、気さくな人柄のため友達は多い。
成績は首位の優等生で、授業料免除の特待生扱いを受けている。得意料理はイタリア料理。
スカーレット・クローバー
声：真田アサミ
年齢は16歳で学院2年生。ディルの幼なじみで子供の時はいつも一緒だった。性格は攻撃的な面があるが母性本能が強く面倒見が良いため友人からは慕われている。セルリーとは親友同士。
武術をたしなんでいるがカナヅチや怖がりという欠点がある。得意料理は中華料理。
チェリー・メープル
声：野中藍
ディルの従兄妹。15歳の学院1年。物心ついた時からディルがチェリーの家で暮らしていたのでディルをお兄ちゃんと慕う。スカーレットとも仲が良くお姉ちゃんと呼んでいる。
しっかりものだが突然の事態に弱く、おろおろしてしまう。ちょっかいを出したくなる雰囲気を持っているがスカーレットが守っているので問題なし。得意料理は和食。
ネメシア・ワームウッド
声：田村ゆかり
15歳の学院2年。人付き合いが苦手なので一人が多い。無口で表情も乏しいため感情がないように見えるが、ズレたリアクションをしたりする面白い性格。マイペースなツッコミ気質。得意料理は魔法料理。
マリン・サントリナ
声：かないみか
15歳の学院1年。天真爛漫な女の子でどんな相手でもすぐ仲良くなる。運動神経が高いがその分大食い。得意料理は南国料理。
ルゥ・マトリキャティ
声：松岡由貴
18歳。学院OGで前々年度に首席で卒業し現在はインド料理店を経営している。さばさばとした雰囲気を持ちクールな性格だが細かいことにまで気が回るので周囲の反感を買うことはない。ソレルの身元引受人もつとめている。得意料理はインド・中近東風料理。
ソレル・ナスターシャム
声：千葉紗子
15歳の学院2年。名家のお嬢様だが現在は家を出ている。誰に対しても礼儀正しいがセルリーをライバル視しているためつんけんとし、なぜかディルには棘のある態度で接する。得意料理はフランス料理。
タイム・モスカータ
声：かかずゆみ
16歳の学院2年。見た目が中性的な美少年風でスポーツも得意なので男子より女子に人気がある。本人は女の子らしくありたいと思っているが、いざ女の子扱いされると反応に困ってしまう。ソレルとは親友同士。得意料理はスペイン・南米料理。PS2版のみ攻略可能。
マートル・ラズベリー
声：菊池志穂
17歳の学院寮管理人の娘。学院OGで現在は寮の管理を手伝っているが、前々年度の学院を次席で卒業しているほど優秀。面倒見が良いので寮生みんなから慕われているがどこかうっかりなところがある、和み系の天然お姉さん。ルゥとは学院の同期で親友同士。得意料理はパン・焼き菓子類。Xbox版のみ攻略可能。
ラトー・コリアンダー
声：森訓久
前作主人公。学院卒業時に大料理士の資格を得て、現在は聖シモン学院で講師をしている。彼がベイリーフ校に特別講師として赴任することにより、2の物語が始まる。
ホース・ラディッシュ
声：山崎たくみ
リーダー
声：斉藤瑞樹

### 主題歌（2）
オープニングテーマ「恋してる…」
作曲・編曲 - 大平勉／歌・作詞 - 水樹奈々
エンディングテーマ「オーガニックスマイル」
作詞 - 横山武／作曲：鶴由雄／歌 - セルリー・ペリウィンクル（水樹奈々）

### 関連商品（2）
ビストロ・きゅーぴっと2 公式ビジュアルファンブック
エンターブレインから2003年9月に発売された。
各キャラの絵のみならず、攻略方法やエンディングの紹介、前作キャラの2での状況も紹介されている。